# Bernardino Biagini
Bernardino Biagini (Serre di Rapolano, 1898 – Pontikates, 25 novembre 1940) è stato un militare italiano, insignito della medaglia d'oro al valor militare alla memoria nel corso della seconda guerra mondiale.

## Biografia
Nasce a Serre di Rapolano, provincia di Siena, nel 1898, figlio di Carissimo e Eusebia Bengi. Dopo aver conseguito la maturità classica, il 16 marzo 1917 viene arruolato nel Regio Esercito assegnato al 2º Reggimento bersaglieri. Promosso aspirante ufficiale nel maggio 1918, è destinato alla 507ª Compagnia mitragliatrici della 35ª Divisione operante in Macedonia. Rimasto ferito nel combattimento di Sop del 29 settembre, rimpatriava nel novembre successivo. Trattenuto in servizio attivo alla fine della prima guerra mondiale presso il Centro mitraglieri di Brescia, fu promosso sottotenente nel 1919 e tenente nel febbraio 1921. L'anno successivo viene nominato tenente in servizio permanente effettivo passando in servizio al 5º Reggimento bersaglieri. Successivamente assegnato al Regio corpo truppe coloniali d'Eritrea, nel 1923 operò in Tripolitania con il VI Battaglione eritreo durante le operazioni di riconquista della Libia. Ritornò in Patria in seguito a una grave malattia polmonare, di cui subì le conseguenze per lungo tempo.
Nel 1936 ottenne di essere richiamato in servizio per rientrare al proprio reggimento e, promosso capitano, il 6 aprile 1939 partì per l'Albania. Il 28 ottobre 1940, iniziate le ostilità contro la Grecia, si distinse al comando della 1ª Compagnia nel combattimento del 30 ottobre al Passo di Mavrobuni e, successivamente, all'attacco di Quota 1201 di Kalibaki del 3 novembre dove fu proposto per la concessione di una medaglia d'argento al valor militare sul campo. Rimasto gravemente ferito da una raffica di mitragliatrice a Ponticatis il 24 novembre 1940, decedette il giorno successivo presso l'ospedale da campo n. 472.